# 中公教育
中公教育科技股份有限公司（深交所：002607，简称中公教育，英文：Offcn Education Technology Co., Ltd.），是中国深圳证券交易所的一家上市公司，主要从事非学历职业就业培训服务（包括但不限于国家公务员考试、各省公务员考试、事业单位招聘考试等）。

## 历史

### 初创
1999年从北京大学政治学与行政管理系（现北京大学政府管理学院）毕业的李永新曾试图创办素质教育公司“新星伟业”，但并未成功，2000年11月转而涉足公务员考试培训，2002年创办中公网，2003年创立中公教育品牌。

### 借壳上市
公司成立于1999年，前身为“芜湖亚夏实业有限公司”，系由宁国亚夏和宁国汽车共同出资设立，2006年11月30日公司整体变更为股份有限公司并更名“芜湖亚夏汽车股份有限公司”，2016年7月更名为“亚夏汽车股份有限公司”。
2011年8月10日，亚夏汽车在深圳证券交易所中小板挂牌上市。2019年2月21日，中公教育借壳上市，证券简称由“亚夏汽车”变更为“中公教育”。
2017年，公司实现营业收入66.6亿元，同比增长1.58%；实现净利润7345万元，同比增长11.51%。
2020年，中公教育的总市值甚至达到2687亿元，但2021年起，因公务员考试报考人数增多，难度加大，录取人数降低，采取“不过包退”模式的中公教育退费规模越发增大，陷入亏损，当年总收款204.3亿元，总退费额153亿元，在此等困境之下不得不将早前在北京市昌平区沙河镇七里渠拍得的土地51%股权转让予龙湖地产。

## 争议
2010年，中公教育推出“不过包退”的协议班模式，但这一模式引发负面评价，大量未通过考试申请退款的人员遭遇退款难的问题。中公教育的退款方式包括分期退款、以物抵退、二手物品抵退等，但二手物品抵退的价值远低于未退的款项。在“中公易课AI助学”微信小程序上亦有二手商品供顾客下单。